# Ophiorrhiza tonkinensis
Ophiorrhiza tonkinensis är en måreväxtart som beskrevs av Charles-Joseph Marie Pitard. Ophiorrhiza tonkinensis ingår i släktet Ophiorrhiza och familjen måreväxter.
Artens utbredningsområde är Vietnam. Inga underarter finns listade i Catalogue of Life.